# Khasin Khultood
Il Khasyn Khuleguud Klub è una società calcistica con sede nella città di Ulan Bator, in Mongolia. Milita nella Niislel League, la massima serie del campionato mongolo, che ha vinto nel 2006, benché il titolo non sia considerato ufficiale. I colori sociali sono il verde e il bianco. Disputa le partite casalinghe nell'MFF Football Centre, a Ulan Bator.

## Palmarès

### Competizioni nazionali
- Niislel League: 1

2006